# Petr Bílka
Petr Bílka (4. května 1820 Boskovice – 11. září 1881 Vídeň) byl český pedagog, mecenáš a národní buditel.
Od roku 1840 žil ve Vídni. V letech 1844–1876 působil v Herrmannově (později Bílkově) vychovacím ústavu v Josefstadtu. Roku 1850 se stal jeho ředitelem a svými pedagogickými výsledky, opřenými o využívání zahraničních zkušeností, zajistil jeho skvělou pověst a velkou oblibu u vyšších vrstev. Podporoval jak české krajany ve Vídni, tak i národní život v Čechách, na Moravě a na Slovensku. Zakládal nebo se účastnil činnosti řady vlasteneckých a humanitních spolků. Českou kulturu podporoval i dary. Stal se čestným občanem několika moravských měst a byl široce oceňovaný pro povzbuzení národního uvědomění na Moravě.

## Život

### Mládí a studium
Narodil se 4. května 1820 v Boskovicích v chudé rodině. Vzhledem k jeho dobrým školním výsledkům si rodiče přáli, aby se stal učitelem, a roku 1832 jej chtěli poslat na přípravný kurs do Olomouce. Kaplan Chornitzer a šlechtic Fr. z Dietrichsteina jim ale doporučili, aby nadaného syna raději přihlásili na gymnázium v Moravské Třebové. Během studií si finančně pomáhal doučováním spolužáků.
Po maturitě r. 1838 nastoupil na filosofické lyceum do Brna, kde byl jeho učitelem mimo jiné František Matouš Klácel. Roku 1840 odešel do Vídně, kde studoval pedagogiku a stal se kandidátem na gymnazijního profesora.

### Bílkův vychovací ústav ve Vídni

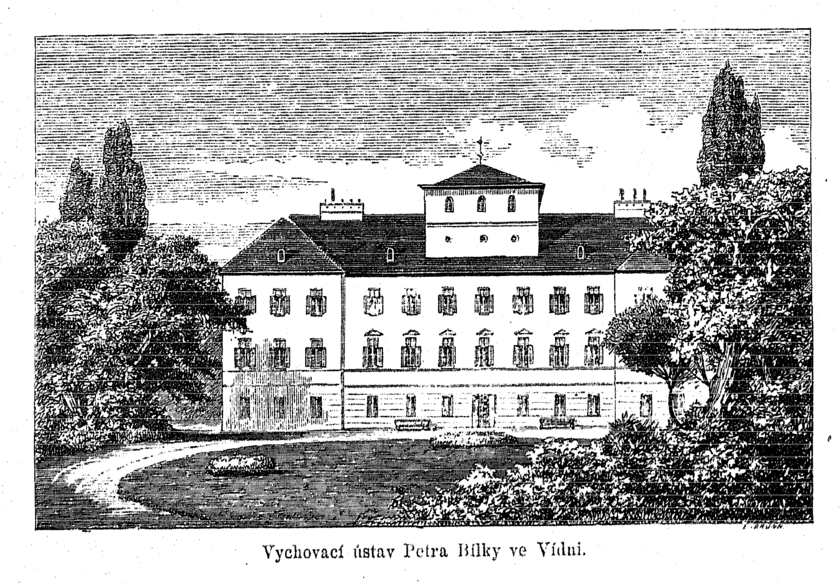
Bílkův vychovací ústav ve Vídni (1870)

Roku 1844 získal místo vychovatele a učitele v Herrmannově vychovacím ústavu ve Vídni. Vyučoval zejména ve vyšších třídách gymnázia. Když byl dosavadní majitel r. 1850 jmenován školním radou ve Štýrském Hradci, převzal Bílka na jeho žádost vedení ústavu. Stal se jeho ředitelem a později i majitelem.
Pod novým vedením získal ústav vysokou úroveň. Bílka o prázdninách navštěvoval přední vzdělávací instituce v evropských zemích a osvědčené postupy po návratu zaváděl do praxe.
Škola sídlila ve vídeňské čtvrti Josefstadt, v prostorné, dvou- až třípatrové budově uprostřed zahrady. Nabízela studium normální, reálné a gymnaziální, ale také přípravu na obchodní, vojenskou a námořní akademii. K povinným předmětům patřil krasopis, zpěv, francouzština, mateřský jazyk studenta, tělocvik, plavání a řemeslo (soustružnictví, truhlářství, knihařství nebo pletení košů). Nepovinně se vyučoval další jazyk, hudba, šerm a jízda na koni. Ústav zaměstnával 50 – 60 učitelů.
Škola si svými výsledky získala věhlas a velkou důvěru u vyšších vrstev. Řada žáků jeho ústavu se později uplatnila jako statkáři, kupci, důstojníci a továrníci. Školu navštěvovaly děti z rodin Kleinů, Schöllerů, Priesnitzů, Potockich, Schuselků, Deymů, Liechtensteinů a dalších. Na léta strávená v tomto ústavu pak rádi vzpomínali — svědčí o tom např. banket, který svému (tehdy již bývalému) řediteli uspořádali absolventi počátkem roku 1879.
Bílka odešel z funkce ředitele roku 1876 a po zbytek života se plně věnoval vlastenecké činnosti.

### Vlastenecké působení
Bílka si v mládí přál, stát se gymnazijním profesorem na Moravě. Ačkoli osud rozhodl jinak, přesto na svůj původ nezapomněl a celý život usiloval o kulturní a národní povznesení v českých zemích i mezi vídeňskými Slovany.
Jako ředitel výchovného ústavu pomáhal moravským a dalším slovanským kandidátům učitelství. Mnozí u něj našli zaměstnání, jiným zprostředkoval místo domácích vychovatelů v bohatých rodinách.
Spoluzakládal nebo byl alespoň členem vědeckých a humanitních organizací v Čechách, na Moravě a na Slovensku: České museum, Matice česká, Svatobor, Umělecká beseda, Matice moravská, Matica slovenská. Pomáhal čtenářským, pěveckým, dělnickým a dalším spolkům.
Roku 1864 vypsal cenu za nejlepší knihu pro českoslovanskou mládež. O dva roky později ji získali František Josef Řezáč a Karel Bulíř za práci Štěpnička čili cvičení mládeže.
Podporoval českou kulturu i tím, že chudým obcím předplácel časopisy. Roku 1876, u příležitosti odchodu do důchodu, věnoval Matici moravské rozsáhlou knihovnu.
Snažil se založit české gymnázium v Boskovicích, jeho otevření se ale nedožil.
Zemřel na mrtvici[nepřesný odkaz] ve Vídni 11. září 1881 v 9 hodin ráno.

## Ocenění
Byl považován za vzor vlastence a lidumila. Současníci oceňovali jeho snahu o probuzení národního uvědomění na Moravě, žáci rádi vzpomínali na léta strávená v jeho ústavu. Oslava jeho 50. narozenin byla hojně připomínaná v pražském i moravském tisku. Stal se čestným občanem několika moravských měst (Boskovice, Frenštát pod Radhoštěm, Jedovnice, Dačice a Žďár nad Sázavou) a čestným členem řady spolků.